# Thomas Bladen
Thomas Bladen (* 1698 in Maryland; † 2. Februar 1780 in London) war ein britischer Politiker und Kolonialgouverneur der Province of Maryland.

## Lebenslauf
Thomas Bladen war der älteste Sohn von William Bladen (1672–1718) aus dessen Ehe mit Anne van Swearingen. Sein Vater entstammte der Gentry von Yorkshire und war seit 1690 in Annapolis in der britischen Kolonie Maryland ansässig. Thomas Bladen wurde zur Ausbildung nach England geschickt, wo er ab 1712 die Westminster School besuchte. Beim Tod seines Vaters erbte er 1718 dessen Besitzungen in Maryland. Dennoch blieb er in den folgenden Jahren in England. Seine Familie war einflussreich und mit der Protektion seines Onkels Martin Bladen, sowie des Duke of Chandos wurde er 1727 als Abgeordneter für das Borough Steyning in Sussex in das britische Unterhaus gewählt. Am 14. Juli 1731 heiratete er Barbara Janssen, Tochter des Sir Theodore Janssen, 1. Baronet (um 1658–1748), und jüngere Schwester der Mary Janssen, Gattin des Charles Calvert, 5. Baron Baltimore. Letzterer war Lord Proprietor der Province of Maryland. Kurz nach seiner Hochzeit kaufte Bladen das Anwesen Glastonbury Abbey vom Duke of Devonshire für 12.700 £. Bei den Unterhauswahlen 1734 verlor er sein Unterhausmandat für Steyning. Im Februar 1735 wurde er bei einer Nachwahl als Abgeordneter für das Borough Ashburton in Devon erneut ins Unterhaus gewählt. Er verlor dieses Mandat, als er bei den Unterhauswahlen 1741 unterlag. Im Parlament unterstützte er gewöhnlich die Politik der Regierung.
Im Jahr 1742 wurde er von seinem Schwager, Lord Baltimore, zum neuen Gouverneur von Maryland ernannt. In dieser Funktion löste er Samuel Ogle ab, der während des War of Jenkins’ Ear andere Aufgaben im Mutterland zu erfüllen hatte. Während seiner Zeit als Gouverneur bekleidete er in Personalunion auch die Kolonialämter des Kanzlers (chancellor) sowie des Generalvermessers der Westküste (surveyor-general of the western shore). Er handelte mit den Irokesen einen Friedensvertrag aus und er war bestrebt mit der Province of Pennsylvania einen Grenzstreit beizulegen. Letzteres war aber nicht von Erfolg gekrönt. Ein Durchbruch in dieser Frage wurde erst im Jahr 1767 erreicht. Erst dann wurde mit der Festlegung der sogenannten Mason-Dixon-Linie der Disput zwischen den beiden Kolonien bzw. den beiden dort dominierenden Familien Penn und Calvert beigelegt. Der Konflikt ging jedoch unterdessen unterschwellig weiter. Er veranstaltete auch eine der ersten Eiscreme-Partys auf dem Gebiet der späteren Vereinigten Staaten von Amerika. Es gelang ihm aber nicht als Gouverneur in Maryland wirklich populär zu werden. Seine als taktlos und streitsüchtig beschriebenen Verhaltensweisen machten ihn bei den Kolonisten zunehmend unbeliebt. Das führte schließlich zu seiner Abberufung im Oktober 1746. Nachdem Samuel Ogle als sein Nachfolger eingetroffen war, kehrte er mit seiner Familie nach England zurück, wo er sich in London niederließ. Im Jahr 1751 war er nach dem Tod von Lord Baltimore dessen Testamentsvollstrecker. Er starb schließlich 1780 im Alter von 82 Jahren. Im Laufe seines Lebens hatte er insgesamt mehr als 20,000 acres Land in der Province of Maryland geerbt oder erworben, hatte aber bis zu seinem Tod einen Großteil davon wieder verkauft. Der US-Bundesstaat Maryland konfiszierte 1782 seine verbleibenden dortigen Ländereien.
Aus seiner Ehe mit Barbara Janssen hatte er zwei Töchter:
- Barbara Bladen, ⚭ 1771 General Hon. Henry St. John (1738–1818), Sohn des John St. John, 2. Viscount St. John;
- Harriet Bladen (1734–1821), ⚭ 1767 William Capell, 4. Earl of Essex (1732–1799).

Die Stadt Bladensburg in Maryland ist nach ihm benannt.